# Nagy Ágnes (labdarúgó)
Nagy Ágnes (Kecskemét, 1992. július 27. –) válogatott magyar labdarúgó, csatár, jelenleg az MTK Hungária FC játékosa.

## Pályafutása

### Klubcsapatokban
2003-ban kezdte a labdarúgást a Kecskeméti NLE csapatában.
2008 és 2012 között az MTK játékosa volt. A 2008–09-es idényben bajnoki ezüstérmes, a 2009–10-esben bajnok lett a csapattal. 2010 és 2012 között nem szerepelt tétmérkőzésen a kék-fehéreknél.
2012 nyarán visszaszerződött anyaegyesületéhez a másodosztályú Kecskeméti NLE csapatához. 2013-ban Dorogon folytatta, ahol a 2013-2014-es évadban NB II-es bajnoki címet nyert csapatával, majd a sikeres osztályozó megvívását követően az NB I-be jutottak.
2015-ben visszatért az MTK-hoz, majd egy szezont a Ferencvárosnál töltött, végül 2017-től újra a kék-fehéreknél kötött ki.
Sikeres futsal játékos is, egyben utánpótlás, majd felnőtt futsal válogatott tagja.

### A válogatottban
2015 óta 12 alkalommal szerepelt a magyar válogatottban és két gólt szerzett. 2020. márciusában részt vett a Alanyában rendezett Török-kupán.

## Sikerei, díjai

### Klubcsapatokban
Magyar bajnok (2):
- MTK Hungária FC (2): 2009–10, 2017–18

 Magyar bajnoki ezüstérmes (3):
- MTK Hungária FC (2): 2008–09, 2018–19
- Ferencváros (1): 2016–17

 Magyar bajnoki bronzérmes (1):
- Dorogi Diófa SE (1): 2014–15

 Magyar kupagyőztes (2):
- MTK Hungária FC (1): 2009–10
- Ferencváros (1): 2016–17

 Magyar kupadöntős (1):
- MTK Hungária FC (1): 2010–11

 Magyar másodosztályú bajnok (1):
- Dorogi Diófa SE (1): 2013–14

### A válogatottban
- Török-kupa ezüstérmes: 2020

## Statisztika

### Mérkőzései a válogatottban
| Magyarország | Magyarország         | Magyarország             | Magyarország | Magyarország | Magyarország | Magyarország | Magyarország | Magyarország    |
| #            | Dátum                | Helyszín                 | Hazai        | Eredmény     | Vendég       | Kiírás       | Gólok        | Esemény         |
| ------------ | -------------------- | ------------------------ | ------------ | ------------ | ------------ | ------------ | ------------ | --------------- |
| 1.           | 2015. június 11.     | Szombathely              | Magyarország | 2 – 1        | Szlovénia    | barátságos   | -            | 46'             |
| 2.           | 2016. szeptember 20. | Gyirmót                  | Magyarország | 0 – 1        | Németország  | Eb-selejtező | -            | 88'             |
| 3.           | 2016. november 23.   | Telki                    | Magyarország | 4 – 3        | Szerbia      | barátságos   | -            | 80'             |
| 4.           | 2017. március 1.     | Paralimni (CYP)          | Magyarország | 0 – 2        | Wales        | Ciprus-kupa  | -            | 80'             |
| 5.           | 2017. március 3.     | Paralimni (CYP)          | Magyarország | 0 – 0        | Írország     | Ciprus-kupa  | -            | 82'             |
| 6.           | 2017. március 8.     | Paralimni (CYP)          | Magyarország | 1 – 3        | Új-Zéland    | Ciprus-kupa  | -            | 86'             |
| 7.           | 2017. április 5.     | Telki                    | Magyarország | 2 – 2        | Szlovénia    | barátságos   | 1            | 75' 86'         |
| 8.           | 2017. június 7.      | Balmazújváros            | Magyarország | 4 – 0        | Bulgária     | barátságos   | -            | 46'             |
| 9.           | 2017. július 28.     | Balatonfüred             | Magyarország | 1 – 1        | Szerbia      | Balaton-kupa | -            | 68'             |
| 10.          | 2017. július 30.     | Balatonfüred             | Magyarország | 3 – 2        | Románia      | Balaton-kupa | 1            | a szünetben 82' |
| 11.          | 2017. október 19.    | Gyirmót, Alcufer stadion | Magyarország | 2 – 2        | Horvátország | vb-selejtező | -            | 87'             |
| 12.          | 2020. március 7.     | Alanya (TUR)             | Hongkong     | 0 – 4        | Magyarország | Török-kupa   | -            | 73'             |
|              | Összesen             |                          |              | 12           | mérkőzés     |              | 2            | gól             |